# Homoúsios
Řecký pojem homoúsios (ὁμοούσιος < ὁμός homos stejný, týž + οὐσία úsiá podstata; lat. consubstantialis, česky soupodstatný, v římskokatolickém liturgickém překladu překládáno jako jedné podstaty s) je klíčovým teologickým termínem velkých christologických kontroverzí 4. století. Jako slovo se poprvé objevuje v Nicejském vyznání, formulovaném Prvním nikajským koncilem jako odpověď na tvrzení Areiova (Ariova).
Homoúsián či homoúsiánství pak označuje přívržence nauky, resp. nauku, formulované Prvním nikajským koncilem (325), která dotvrzuje, že Bůh – Otec, Syn i Duch svatý jsou jedné podstaty. Tato nauka se staví proti Areiovu tvrzení, že Ježíš Kristus byl sice více než člověk, ale přitom nebyl božského původu - že byl s Otcem nikoliv stejné podstaty (homoúsios), ale jen podobné podstaty (homoiúsios - od homoios, podobný). Zápas uvnitř církve však navzdory usnesení koncilu, jejž svolal Konstantin I., trval až do Prvního konstantinopolského koncilu roku 381, kdy nicejské vyznání bylo přijato jako závazná norma víry.
V průběhu 4. století se vynořily další teorie, které se snažily najít kompromis mezi homoúsiánstvím a ariánstvím (semiariánství, homoiúsios). Za hlavního představitele homoúsiánské strany je považován alexandrijský patriarcha Athanasios (Atanáš).